# Qalat, Afghanistan
Qalat (persiska: قَلات), eller Kalat (کلات),  är en provinshuvudstad i Afghanistan. Den ligger i provinsen Zabol, 1 568 meter över havet. Qalat beräknades 2015 ha mellan 41 000 och 49 000 invånare.